# Адам Дарський
Адам Міхал Дарський (пол. Adam Michał Darski, 10 червня 1977) — польський музикант, продюсер і журналіст. Засновник і головной пісняр гурту Behemoth, гурту Me And That Man, член фонографічної академії Польської спілки виробників аудіо-відео. Має прізвисько «Нерґал» — це ім'я правителя підземного світу, запозичене Адамом з шумерської міфології.

## Біографія

### Ранні роки
Адам Міхал Дарський народився 10 червня 1977 року у Ґдині, виріс у Ґданську. Його батьки, Зенон та Ірен Дарські були вчителями. Важкою музикою зацікавився від свого старшого брата. Першу гітару отримав у подарунок від батька у 8 років за перше Святе Причастя. Першою електрогітарою була копія моделі Fender Stratocaster. Протягом року він займався музикою, навчився грати на гітарі та навчився нотного запису. 1997 року він розпочав дослідження на факультеті філології та історії в університеті Ґданська, де він згодом захистив дисертацію «Репертуар кінематографістів у Ґданську в 1919—1923 роках».

### Behemoth
У 2009 році було випущено його підписні гітари ESP.
У 2012 році посів 63 місце у польському виданні журналу Forbes у списку найоплачуваніших зірок країни.

### Me And That Man
У 2016 Нерґал почав постити відео в Instagram на яких він виконував кантрі. Незабаром він анонсував кантрі гурт і в березні 2017 року гурт випустив дебютний альбом «Songs of Love and Death».
Влітку 2021 Me And That Man виступив в Україні на фестивалі Файне місто в Тернополі.

### Судові процеси

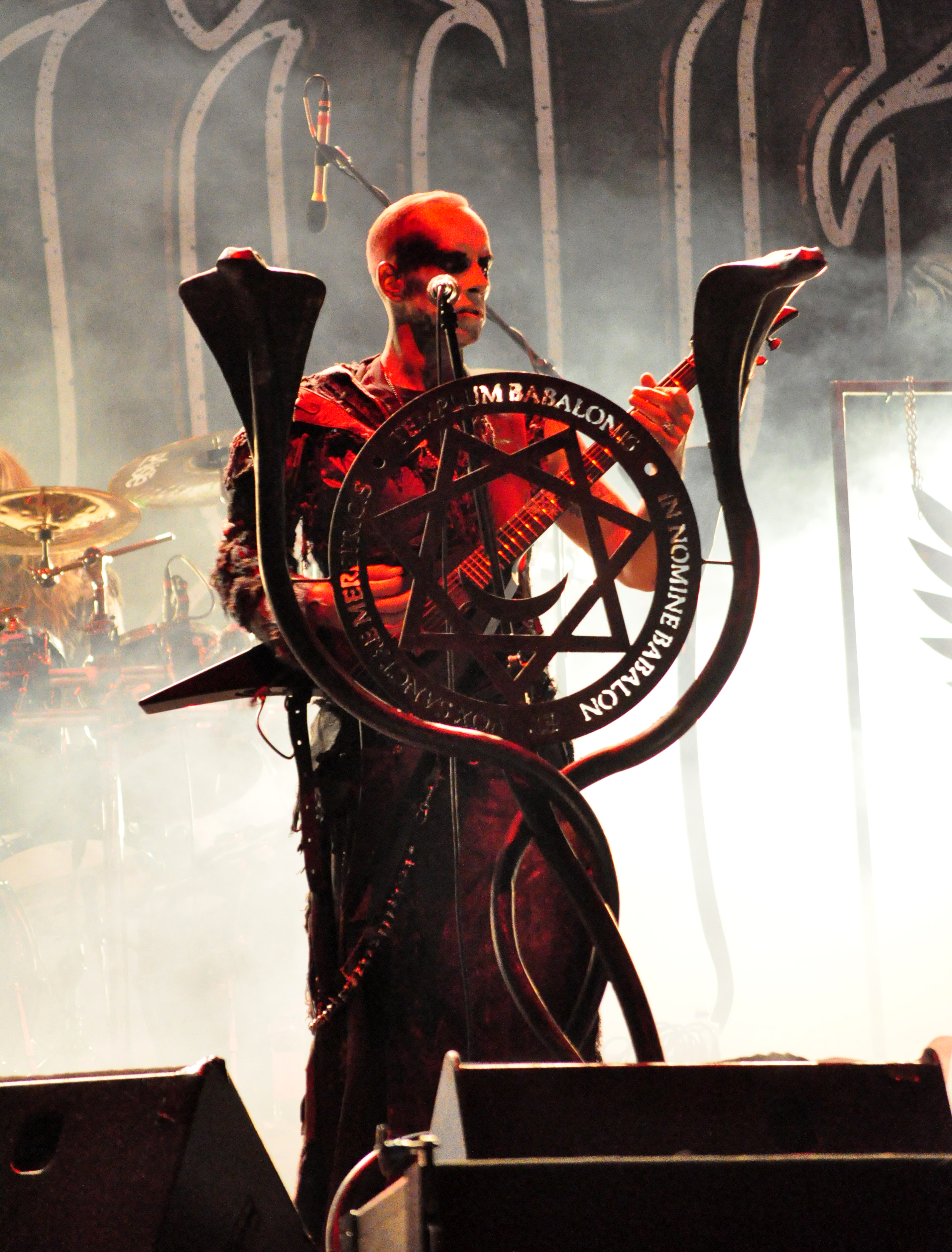

Перший позов проти сценічної творчості відбувся у лютому 2008 року. На думку Ришарада Новака, члена Загальнопольського Комітету боротьби з сектами, Адамом Дарським було скоєно правопорушення, яке підпадає під статтю 196 кримінального кодексу: він вчинив акт псування копії Біблії на сцені під час концерту в клубі м. Ґдиня у вересні 2007 року. Позивач вимагав покарання як ув'язнення Адама Дарського в місця ув'язнення на строк до 2 років. Розслідування було ініційовано прокуратурою у Ґдині; в ході слідства допитали членів команди, включаючи Адама Дарського, внаслідок чого прокурор офіційно оголосив, що Дарський не мав наміру образити релігійні почуття будь-кого, а сам захід слід розглядати як елемент мистецької діяльності. Учасники слідства також заслухали концерт та свідчення власника клубу, який заявив, що не знав про наміри цього гурту, і його не хвилювала дія на сцені. Висловлювання Ришарда Новака у цій справі:
Я визнаю, що справа, що розглядається сьогодні є дуже значущою, тому що, якщо виявиться, що я програю сьогоднішню справу, то всі сатанинські групи, тобто музиканти-сатаністи, отримають зелене світло, щоб на сцені робити все! Вони робитимуть на цій сцені все: рватимуть Біблію, спалюватимуть хрести, святі християнські ікони. Тому ця справа надзвичайно важлива. Але, навіть якщо я переможу, то справа з Дарським не закінчилася. Так. Я стежу за діяльністю пана Адама Дарського вже кілька років, і я маю докази, що пан Адам Дарський закликає до насильства над християнами та заохочує спалювання костелів. Я маю докази!
Прокурор також залучив як експерта в галузі релігії, професора Кшиштофа Коваліка з Ґданського університету, який заявив, що кожен екземпляр Біблії є предметом релігійного культу. Але вже у травні було припинено кримінальні справи, оскільки прокурор не зміг надати як доказ осіб, чиї релігійні почуття були порушені, тому єдиною жертвою був би сам прокурор Сміт, який не зміг сформулювати склад злочину.
22 квітня 2008 року, після припинення розслідування прокурор, Річард Сміт виступив із приватним звинуваченням у образі релігійних почуттів та дифамації Католицької Церкви, але судовий розгляд було припинено судом.
Наприкінці 2008 року Дарський подав зустрічний позов на Новака, повідомивши, що дії Новака є порушенням права на особисте життя і музику. У березні 2009 року вирок був винесений і Новак вибачився перед Дарським у виданні «Gazeta Wyborcza» і заплатив 3 тисячі польських злотих.

## Особисте життя
У новорічну ніч з 31 грудня 2009 року на 1 січня 2010 року Адам зробив пропозицію своїй подрузі, 25-річній польській поп-зірці, відомій під ім'ям Дода, чим викликав бурю обурення у лавах фанатів важкої музики. У березні 2011 року Адам розлучився з Додою.

### Боротьба із хворобою

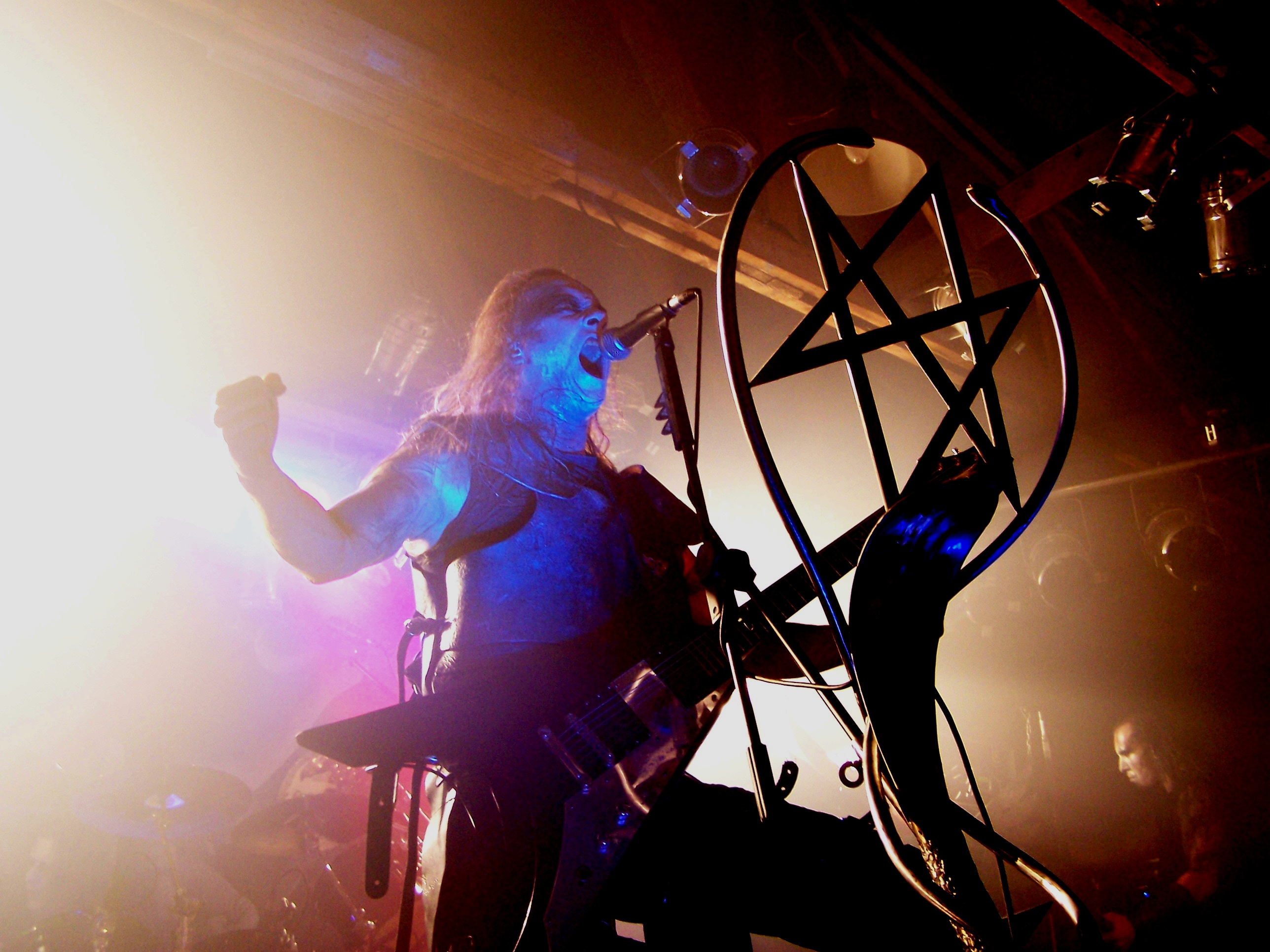

На початку серпня 2010 року стало відомо про хворобу Дарського. Гурт скасував усі концерти до кінця року, а співака було відправлено до гематологічного центру Ґданського медичного госпіталю. Йому було поставлено діагноз «лейкемія», і противники Дарського щодо релігійних питань оголосили, що може врятувати лише покаяння у поглядах. Вони заявили, що молитимуться за його одужання, щоб показати, що «брама церкви відкрита для всіх». У цей час родичі Дарського почали пошук донорів кісткового мозку, і було сказано, що цей тип хвороби не піддається хіміотерапії. У відповідь на слова підтримки фанатів, Нерґал розповів про стан свого здоров'я та висловив упевненість у своєму одужанні. Донор кісткового мозку знайшовся у листопаді 2010 року.
18 грудня Адам Дарський переніс операцію з пересадки кісткового мозку. 16 січня 2011 року залишив клініку у Ґданську. Через 6 тижнів після пересадки кісткового мозку у Дарського почалося інфекційне запалення, тому його знову помістили в гематологічне відділення Університетського клінічного центру в Ґданську. Навесні 2011 року Нерґал почав з'являтися на публіці та дав кілька інтерв'ю метал-виданням, повідомивши, що почувається чудово і що невдовзі група відновить репетиції[6].
Перший вихід Нерґала на сцену після операції відбувся 6 травня 2011 року в Катовицях на концерті британського готик-рок-гурту Fields of the Nephilim, до якого він приєднався для виконання пісні «Penetration».